# ليسي شميت
ليسي شميت ( التي ولدت في عام 1959 - توفيت في الثالث من أبريل 1994)، والمعروفة أيضًا باسميها المستعارين ميلينا إرجين وبيترا سيرت ،  كانت صحفية ألمانية عملت لدى وكالة فرانس برس ، وفرانكفورتر روندشاو ( فرانكفورت )، ودير تاجشبيجل ( برلين ).  قُتلت هي وسائقها في كمين خارج السليمانية بالعراق ، بينما كانت تقوم بتغطية أخبار الأكراد العراقيين.    أدى نشر أحد كتبها باللغة التركية إلى حظره في تركيا وأثار قضية تتعلق بحرية التعبير في أوروبا. 

## شخصي
كانت ليسي شميت من فيسبادن ، ألمانيا .  كانت عضوًا في منظمة باكس كريستي في ليمبورغ وأسست عدة فروع في فيسبادن وإيدشتاين .  كانت شميت تعرف لهجتين كرديتين ، السورانية والكرمانجية ، ووفقًا لصحيفة دي تسايت ، كانت معروفة جيدًا بين الأكراد.  تم قتلها عندما كانت تبلغ من العمر 35 عامًا.  تم بناء نصب تذكاري لذكراها في السليمانية ، العراق. 

## حياة مهنية
عملت ليسي شميت لدى وكالة فرانس برس وصحيفة فرانكفورتر روندشاو وصحيفة دير تاجشبيغل .  قبل عملها في العراق، كانت قد غطت القضايا الكردية في تركيا لصالح صحيفة فرانكفورتر روندشاو . وقد كُلفت من قِبل وكالة فرانس برس بالعمل في كردستان العراق بشأن القضايا الكردية، واستقرت هناك منذ عام 1991.   وتحت اسمها المستعار ميلينا إرجين، نشرت شميت كتابين عن كردستان ، "مسرح الجريمة في كردستان" عام 1989  و "كيف تكون الحرية؟" (مترجم: كم هي غالية الحرية)، الذي نُشر بعد وفاتها عام 1994.  كما نُشر عملها الأخير بعد وفاتها بواسطة الناشرة التركية عائشة نور زاراكولو باللغة التركية عام 1997.   حظرت الحكومة التركية كتاب شميدت ووجهت اتهامات ضد زاراكولو، على الرغم من وفاة زاراكولو أثناء سير القضية أمام المفوضية الأوروبية لحقوق الإنسان .  

## موت
وذكرت صحيفة الإندبندنت (المملكة المتحدة) أن رجلين عراقيين اعترفا لاحقًا لمحققيهما الأكراد العراقيين بأنهما قتلا ليسي شميت وسائقها لأن أفراد عائلتهما كانوا محتجزين وأمرتهم الحكومة العراقية بقتل الأجانب لضمان حماية أحبائهم.  وتم شنق الرجلين لاحقًا بتهمة قتلها. 
قُتلت ليسي شميت مع عزيز قادر فراج، سائقها وحارسها الشخصي، في الثالث من أبريل 1994 عندما مرت سيارة بها سائق ومهاجم مسلح بجانب سيارتهما وأطلق الجاني النار على سيارتهما. 

## سياق
اتهمت الولايات المتحدة الحكومة العراقية بتحديد أسعار لقتل الأجانب في المنطقة الكردية شمال العراق.  قبل شهر من مقتل ليسي شميت أصيب صحفيان سويديان إثر انفجار قنبلة في سيارتهما الفارغة، كما أصيب تشيكانيان ونمساويان في هجمات أخرى. كما أصيب حارسان آخران تابعان للأمم المتحدة بعد يومين من مقتل شميدت.   

## تأثير
لا تحدث عمليات قتل الصحفيين الألمان بشكل متكرر، لكن ليسي شميت هي جزء من عدد متزايد من الذين قُتلوا في صراعات بالخارج. 

## ردود الفعل
ارتدت أنجليكا بير (السياسية الألمانية )شرائط في شعرها بألوان العلم الوطني الكردي تكريماً لصديقتها ليسي شميت، وقد تعرضت لانتقادات من الحكومة التركية بسبب ذلك أثناء زيارة رسمية. 

## روابط خارجية
- مدخل متحف النيوزيوم
- فون هوجيس، كليمنس، "Einfach verdammtes Pech" Der Spiegel (21 حزيران/يونيه 1999)
- "صدام جاجت أوسلاندر" ، مجلة فوكس (21 مايو 1994)
- "Rares Gut" ، دي تسايت (6 مايو 1994)